# Екотаж

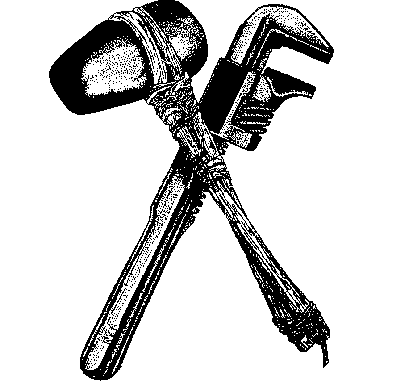
Гайковий ключ на логотипі організації «Земля передусім!»

Екотаж (екологічний саботаж, англійською також monkey-wrenching від англ. monkey wrench — гайковий ключ) — дія, що має на меті зупинити, порушити або сповільнити якийсь процес, шкідливий для природи, переважно умисне знищення або пошкодження майна. Екотаж передбачає заподіяння шкоди тільки неживим об'єктам. Мета екотажу — зробити екологічно шкідливі дії економічно невигідними. Масштабні акти екотажу інколи з'являються у центрі уваги держави і громадськості, і в засобах масової інформації діяльність «екотажників» часом називають екотероризмом. Самі ж активісти класифікують свої дії як акт громадянської непокори. Слід зазначити, що екотаж від тероризму відрізняє те, що його єдиною мішенню є власність, а не люди, з іншого боку, на відміну від актів громадянської непокори, дії прихильників екотажу є таємними та силовими.
За останні кілька десятиліть акти екотажу у всьому світі принесли збитків на кілька мільйонів доларів приватним особам, організаціям і урядам. Найбільш поширений цей рух у США. За деякими підрахунками, діяльність однієї з організацій, що практикує екотаж, — Фронту визволення Землі — у період із 1997 до 2006 року мала наслідком ушкодження власності на 100 мільйонів доларів.

## Історія екотажу
Ідеологом і автором екотажу є американський письменник і екофілософ Едвард Еббі, який запропонував екотаж і обґрунтував його застосування у своєму романі «Банда гайкового ключа», виданого в США в 1975 р.. Роман надихнув американського захисника дикої природи Дейва Формена на створення радикальної природоохоронної організації «Земля перш за все!», яка незабаром стала використовувати у своїй діяльності новий спосіб охорони природи — екотаж. З метою популяризації екотажу Д. Форменом спільно з Б. Хейвудом було видано книгу «Екотаж. Інструкція з радикальної природоохорони», перевидана в США понад 10 разів. Незабаром екотаж стали проводити багато природоохоронних організацій США, Канади, Австралії, Європи, в тому числі й України.

## Ідеологіяекотажу
Базовою ідеологією екотажу є екоцентризм. Е. Еббі, Д. Форменом та іншими засновниками ектотажу був розроблений спеціальний етичний кодекс екотажника (ековоїна), згідно з яким акції екотажу не повинні стати причиною загибелі або поранення будь-яких живих істот, у тому числі й людей, що гублять природу, і не повинні переростати в самоціль чи хуліганство. Разом з тим заради охорони природи можна знищувати обладнання, техніку, будь-яку приватну власність, якщо вона губить природу. Екотаж застосовується в особливих, екстрених випадках, коли потрібно терміново зупинити знищення ділянки дикої природи, особливо, коли це вторгнення відбувається незаконно. Екотажники часто цитують слова американського філософа і захисника дикої природи Генрі Торо, який говорив, що якщо закон порушує справедливість, то порушуйте закон.
Рік Скеарс, автор книги «Ековоїни: Зрозуміти рух радикальних енваєренменталістів», характеризує ставлення активістів, що практикують екотаж, до капіталізму таким чином: «вони вважають економіку своїм ворогом і союзником; вони ненавидять капіталістську систему, але намагаються обернути її собі на вигоду». Учасники цього радикального руху вважають, що якщо завдяки своїй деструктивній діяльності їм вдасться зробити певну діяльність, що загрожує навколишньому середовищу достатньо дорогою, то зрештою вона припиниться.

## Етичні принципи екотажу
Будучи, по суті, порушенням тих, або інших законів чи підзаконних актів, екотаж, проте, має свої етичні принципи, які його регулюють і обмежують застосування його. Це відрізняє акції екотажу від звичайних правопорушень.
До етичних принципів застосування екотажу належать:
1. Екотаж не ставить за мету отримання прибутку.
2. Акції екотажу не повинні стати причиною загибелі або поранення будь-яких живих істот.
3. Акції екотажу не повинні переростати в розвагу, хуліганство або самоціль.
4. Закон не повинен порушуватися з незначних або скороминущих причин.
5. Мета екотажу — охорона природи, заради захисту якої в деяких випадках стає морально виправданим порушувати несправедливий закон, псувати або знищувати приватну власність.
6. Акції екотажу застосовуються в особливих, екстрених випадках, коли треба захистити права природи, зупинити знищення природної ділянки або живих істот, а часу на їх захист немає, або інші способи захисту неефективні, або дії, що гублять природу, незаконні.
7. Якщо суспільство не знає про факти знищення природи, а екотаж є єдиним методом привернути увагу громадськості[8][9].

## Практика екотажу
Одним з головних напрямків екотажу є знищення браконьєрських снастей — капканів, мереж, петель, пасток, отруйних приманок тощо. Іншим важливим напрямком екотажу є шипування дерев (забивання в стовбур дерева 150-мм цвяхів) з метою зупинити вирубку ділянки лісу або міського парку[джерело не вказане 4289 днів]. Бензопилка, наткнувшись при пилянні дерева на вбитий в стовбур дерева цвях, ламається і знищення дерев припиняється. Ще одним важливим напрямком екотажу є перекривання доріг, що ведуть до заповідників або заказників з метою припинити незаконний заїзд на заповідну територію автомобілів, блокування будівництв. Ще одним напрямком є знищення техніки — суден, екскаваторів, бульдозерів, помп з видобутку піску тощо, що знищують природу[джерело не вказане 4289 днів]. Наприклад, американська організація «Морські пастухи» вже третє десятиліття захищає китів шляхом тарану суден японських китобоїв[джерело не вказане 4289 днів].

## Екотаж за кордоном
Завдяки масовому шипуванню дерев, організованому американською природоохоронною організацією «Земля перш за все!» у США від комерційної заготівлі деревини були врятовані сотні гектарів багатовікових лісів. Радикальна американська природоохоронна організація «Морські пастухи», керована Полом Уотсоном, проводить екотаж в морях, обстрілюючи з водометів судна японських китобоїв, що незаконно відстрілюють китів, або також таранить їх. У Росії активні акції шипування дерев проводилися в Краснодарському краї проти комерційної заготівлі деревини, а також у заповідниках середньоазійських республік проти заїзду на заповідну територію військової техніки.[джерело не вказане 4289 днів]

## Екотаж в Україні
У 2007–2009 роках українські захисники природи провели серію масових акцій екотажу проти рибного браконьєрства на річці Рось в Черкаській області, в ході яких було знищено понад 50 стаціонарних браконьєрських сіток-«павуків».[джерело не вказане 4289 днів] Шипування дерев у 2010–2013 роках проходили в парку Горького (Харків), Гідропарку, Чернечому лісі та на Лисій горі (Київ).[джерело не вказане 4289 днів]

## Критика
Деструктивна діяльність радикальних природозахисних організацій неодноразово зазнавала критики не тільки зі сторони держави та широкої громадськості, а зі сторони більш поміркованих представників цього напрямку. Наприклад, Рік Скеарс називає практику шипування дерев одною із найбільш суперечливих. Хоч, на його думку, завдяки цьому методу було збережено сотні акрів старих лісів, відомий також принаймні один випадок, коли лісозаготівельна компанія зрізала шиповані дерева та залишила їх гнити, як він каже «просто зі злості». Часто практику шипування заміняють на сидіння на деревах, яке може тривати навіть понад рік.
Про Фронт визволення Землі Рік Скеарс каже, що вони, мабуть, більше нашкодили, ніж принесли користі. Адже більшість речей, які вони руйнували, були відбудовані, і таким чином шкода була нанесена двічі, наприклад, для побудови однієї й тієї ж будівлі було витрачено майже вдвічі більше деревини. Найбільш неприємним наслідком діяльності цієї організації він вважає стигматизацію руху енваєренменталістів як терористів, а також втрату найбільш відданих активістів внаслідок тюремних ув'язнень.

## Ресурси Інтернету
- Ecodefense: A Field Guide To Monkeywrenching [Архівовано 20 травня 2012 у Wayback Machine.]
- Кампанія КЭКЦ «Борьба с капканами, петлями, ядами»  [Архівовано 21 липня 2013 у Wayback Machine.]
- Борейко В. Призрак экотажа бродит по Европе  [Архівовано 4 листопада 2014 у Wayback Machine.]
- Формэн Д., Хейвуд Б, Экотаж-2. Руководство по радикальной природоохране  [Архівовано 25 травня 2013 у Wayback Machine.]
- «Морской пастух» Пол Уотсон  [Архівовано 25 травня 2013 у Wayback Machine.]
- Куда ты, «Земля прежде всего!»?  [Архівовано 5 березня 2016 у Wayback Machine.]
- Больно, но не смертельно. Радикальные экологи шипуют Чернечий лес.